# Hilding Agrell
Carl Johan Hilding Agrell, född 5 oktober 1900 i Glava, Värmlands län, död 14 maj 1996, var en svensk bergsingenjör och företagsledare. Hilding Agrell var son till bruksdisponenten Carl Agrell.
Hilding Agrell tog bergsingenjörsexamen vid KTH 1923, var ingenjör vid Motala verkstad 1924–1925 och studerade i USA 1926–1927. Han fick anställning som ingenjör vid Hallstahammars AB 1927, var företagets disponent och verkställande direktör 1936–1967. Han efterträdde sin far Carl Agrell på VD-posten.
Hilding Agrell är begravd på Kolbäcks kyrkogård.